# Bartolomé Caldentey
Bartolomé Caldentey Jaume (conocido como Tomeu Caldentey; Sinéu, 25 de abril de 1951) es un deportista español que compitió en ciclismo en la modalidad de pista, especialista en la prueba de medio fondo.
Ganó dos medallas de plata en el Campeonato Mundial de Ciclismo en Pista, en los años 1976 y 1977. En el Mundial de 1980 obtuvo la medalla de bronce en su especialidad, pero fue descalificado por dopaje y la UCI le retiró la medalla.

## Medallero internacional
| Campeonato Mundial | Campeonato Mundial          | Campeonato Mundial | Campeonato Mundial |
| Año                | Lugar                       | Medalla            | Competición        |
| ------------------ | --------------------------- | ------------------ | ------------------ |
| 1976               | Monteroni di Lecce (Italia) | Medalla de plata   | Medio fondo (A)    |
| 1977               | San Cristóbal (Venezuela)   | Medalla de plata   | Medio fondo (A)    |
| 1980               | Besanzón (Francia)          | DSC                | Medio fondo (A)    |

## Palmarés
- 1970

 Campeón de España de Medio Fondo tras moto stayer
- 1971

 Campeón de España de Medio Fondo tras moto stayer
- 1972

 Campeón de España de Medio Fondo tras moto stayer
- 1973

 Campeón de España de Puntuación
- 1975

 Campeón de España de Medio Fondo tras moto persecución por equipos
- 1976

 Medalla de plata en el campeonato del Mundo de Medio fondo tras moto amateur
 Campeón de España de Medio Fondo tras moto stayer
- 1977

 Medalla de plata en el campeonato del Mundo de Medio fondo tras moto amateur
- 1978

 Campeón de España de Medio Fondo tras moto stayer
 Campeón de España de Medio Fondo tras moto stayer
- 1979

 Campeón de España de Medio Fondo tras moto stayer
 Campeón de España de Medio Fondo tras moto stayer
- 1980

 Campeón de España de Medio Fondo tras moto stayer